# Joseph-Amédée de Broglie
Pour les autres membres de la famille, voir maison de Broglie.
Joseph-Amédée de Broglie (né à Arles le 10 décembre 1710 et  mort à Angoulême le 19 avril 1784) est un prélat français, évêque d'Angoulême de 1753 à sa mort en 1784.

## Biographie
Joseph-Amédée de Broglie est issu d'une lignée cadette de la famille de Broglie, installée en Provence depuis 1637. Il est le fils du chevalier  Jean-Joseph (II) de Broglie et de Jeanne d'Antonelle. S'il est en partie redevable de sa carrière ecclésiastique à son illustre parenté, il possède également de grandes qualités personnelles. 
Vicaire à l'île de Martigues de 1730-1747, il prononce l'oraison funèbre de Jacques de Forbin-Janson, à la cathédrale Saint-Trophime d'Arles, en 1741.
Il est nommé évêque d'Angoulême en 1753, confirmé le 11 février 1754. Il est consacré en mars à Paris par Christophe de Beaumont l'archevêque de Paris. Il reçoit un diocèse déshérité dont l'administration a été laissée en quasi déshérence depuis des années par des évêques âgés et s'adjoint pour l'administrer comme vicaire général l'énergique François Bareau de Girac, qui prend possession de l'évêché à sa place par procuration et avec lequel il publie de nombreux mandements et instructions pastorales. En 1761 il intervient en faveur de jésuites auprès du Chancelier de France. En 1777 il assiste à Laon aux derniers moments de son cousin l'évêque Charles de Broglie. Il meurt lui-même le 19 avril 1784 après près de 30 ans d'épiscopat et laisse le souvenir d'un évêque pieux et charitable.